# Quoridor
Quoridor est un jeu de stratégie combinatoire abstrait à 2 ou 4 joueurs conçu par Mirko Marchesi et édité par les jeux Gigamic. Quoridor a obtenu la récompense Mind Game de Mensa en 1997 et a été élu jeu de l'année en France, aux États-Unis, au Canada et en Belgique.

## Règles du jeu

Les positions de départ pour un jeu à quatre. Pour un jeu à deux, les pions vert et orange sont absents.

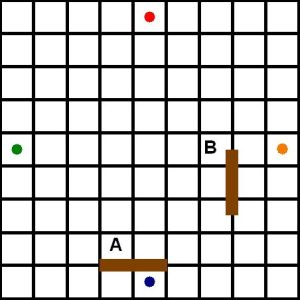
Le mur A est permis. Le mur B est interdit, car il ne fait pas face à deux tuiles de chacun de ses côtés.

Quoridor est joué sur un plateau de 81 tuiles carrées (9x9). Chaque joueur y est représenté par un pion qui part de la tuile centrale du côté du plateau situé face à lui (dans un jeu à deux, les joueurs se font face). L'objectif est d'être le premier joueur à atteindre n'importe laquelle des neuf tuiles situées sur le bord opposé du plateau. 
Le jeu Quoridor comporte aussi vingt murs. Ce sont des plaquettes de bois longues de deux tuiles qui peuvent être placées dans l'interstice entre les tuiles. Les murs restreignent le déplacement de tous les pions, qui doivent les contourner. Les murs sont distribués également entre les joueurs au début de la partie ; une fois placés sur le plateau, ils ne peuvent plus être retirés ni bougés de la partie. Quand vient son tour de jouer, un joueur peut choisir soit de déplacer son pion, soit (si possible) de placer un mur.
Les pions peuvent être déplacés d'une tuile à une tuile adjacente, mais pas en diagonale. Si un pion est situé sur une tuile dont une tuile voisine comporte elle-même un autre pion, alors le premier pion peut sauter au-dessus du second pion. Si la tuile qui pourrait ainsi recevoir un pion sauteur est occupée par un troisième pion, ou si un mur empêche d'accéder à cette tuile, alors le pion sauteur peut être posé sur n'importe quelle autre tuile adjacente au pion sauté. Les règles du jeu sont mal définies en ce qui concerne les bords du plateau.
Les murs sont plaçables entre deux paires de tuiles. Ils ne peuvent se chevaucher. Ils ne doivent pas non plus interdire l'accès aux lignes d'arrivées des pions adverses.

## Histoire
Quoridor est basé sur un autre jeu conçu par Philip Slater  Blockade , édité dans les années 1970. Marchesi a aussi édité une autre version de ce jeu, Pinko Pallino, sortie en 1995 chez Epta. Pinko Pallino n'était conçu que pour 2 joueurs, se jouait sur un plateau de 11×11 tuiles, avec un total de 42 murs et des règles légèrement différentes.

## Notation

### Notation Glendenning
Bien qu'il n'y ait aucune notation officielle, la thèse de Lisa Glendenning propose une notation raisonnable.
La notation proposée est semblable à la notation algébrique des échecs. Chaque tuile est pourvue d'un identifiant alpha-numérique. Les colonnes vont de a à i à partir de la gauche du premier joueur, tandis que les rangées sont numérotées de 1 à 9 en partant du second joueur. Ainsi, le premier joueur fait partir son pion de la tuile e9 tandis que le pion du second joueur part de la tuile e1.
Le déplacement de chaque pion est exprimé par l'identifiant de la tuile où il arrive. Ainsi, si le premier joueur ouvre la partie en déplaçant son pion de la tuile e9 à la tuile e8, son mouvement est exprimé e8.
Chaque mur posé est exprimé par la tuile directement au nord-ouest du mur, du point de vue du premier joueur, ainsi que par une indication d'orientation. Par exemple : un mur vertical entre les colonnes e et f s'étendant sur les rangées 3 et 4 sera exprimé e3v.
La partie est notée comme aux échecs : pour chaque tour, on exprime le mouvement du premier joueur, puis le mouvement du second joueur. Par exemple, une partie peut s'ouvrir avec deux mouvements de chaque joueur vers sa ligne d'arrivée :
1. e8 e2
2. e7 e3
Puis les joueurs peuvent placer des murs pour allonger le chemin du pion adverse :
3. e7h e2h
etc.

## Stratégies
- Ouverture Reed : cette ouverture consiste à placer, pendant les deux premiers tours de la partie, deux murs sur la troisième rangée face à l'adversaire (c3h et f3h). Cette ouverture est attribuée au docteur Scott Reed (Edinbourg, Royaume-Uni), un stratège militaire renommé et joueur habitué. Une contre-stratégie à cette ouverture consiste à placer deux murs horizontaux sur la troisième rangée, une à l'extrémité de chaque rangée, qui réduit le chemin de chaque joueur d'un déplacement. Le jeu s'ouvre alors ainsi : 1. c3h a3h 2. f3h h3h

- Ouverture Shiller : Les deux joueurs avancent leurs pions trois fois (1. e8 e2 2. e7 e3 3. e6 e4). Alors, le premier joueur place un mur verticalement dans la rangée qui lui est plus proche (c7v, d7v, e7v, ou f7v), offrant deux chemins à l'autre joueur tout en ne s'en ménageant qu'un. L'ouverture Shiller met en œuvre la stratégie consistant à maximiser le chemin adverse en minimisant son propre chemin. Larry Shiller (Wilton, Connecticut) est professeur de mathématique, auteur de programmes et consultant, auteur d'un livre à paraître sur la stratégie de Quoridor[réf. nécessaire].
- Ouverture Ala : Les deux joueurs avancent leurs pions trois fois (1. e8 e2 2. e7 e3 3. e6 e4). Alors, le premier joueur place un mur horizontal derrière son pion (d6h). Au tour suivant, le premier joueur place son second mur à côté de son premier mur (f6h), créant ainsi un mur derrière lui. Aux tours suivants, il place alors ses murs orthogonalement à ses deux premiers murs (c5v and g5v). Ainsi, le premier joueur donne à son adversaire le choix entre deux chemins, tout en gardant un chemin ouvert pour lui-même.

### Articles sur l'implémentation d'algorithmes de jeu pourQuoridor
- A Quoridor Playing Agent de P.J.C. Mertens, 2006
- Article de Q. McDermid, A. Patil, and T. Raguimov